# Дніпропетровська обласна рада
Дніпропетровська обласна рада — є представницьким органом місцевого самоврядування, що представляє спільні інтереси територіальних громад сіл, селищ, міст, у межах повноважень, визначених Конституцією України, Законом України «Про місцеве самоврядування в Україні» й іншими законами, а також повноважень, переданих їм сільськими, селищними, міськими радами.
Обласна рада складається з 120 депутатів, обирається населенням Дніпропетровської області терміном на 5 роки. Рада обирає постійні і тимчасові комісії. Обласна рада проводить свою роботу сесійно. Сесія складається з пленарних засідань і засідань її постійних комісій.

## Перші секретарі обкомів і голови обласних рад

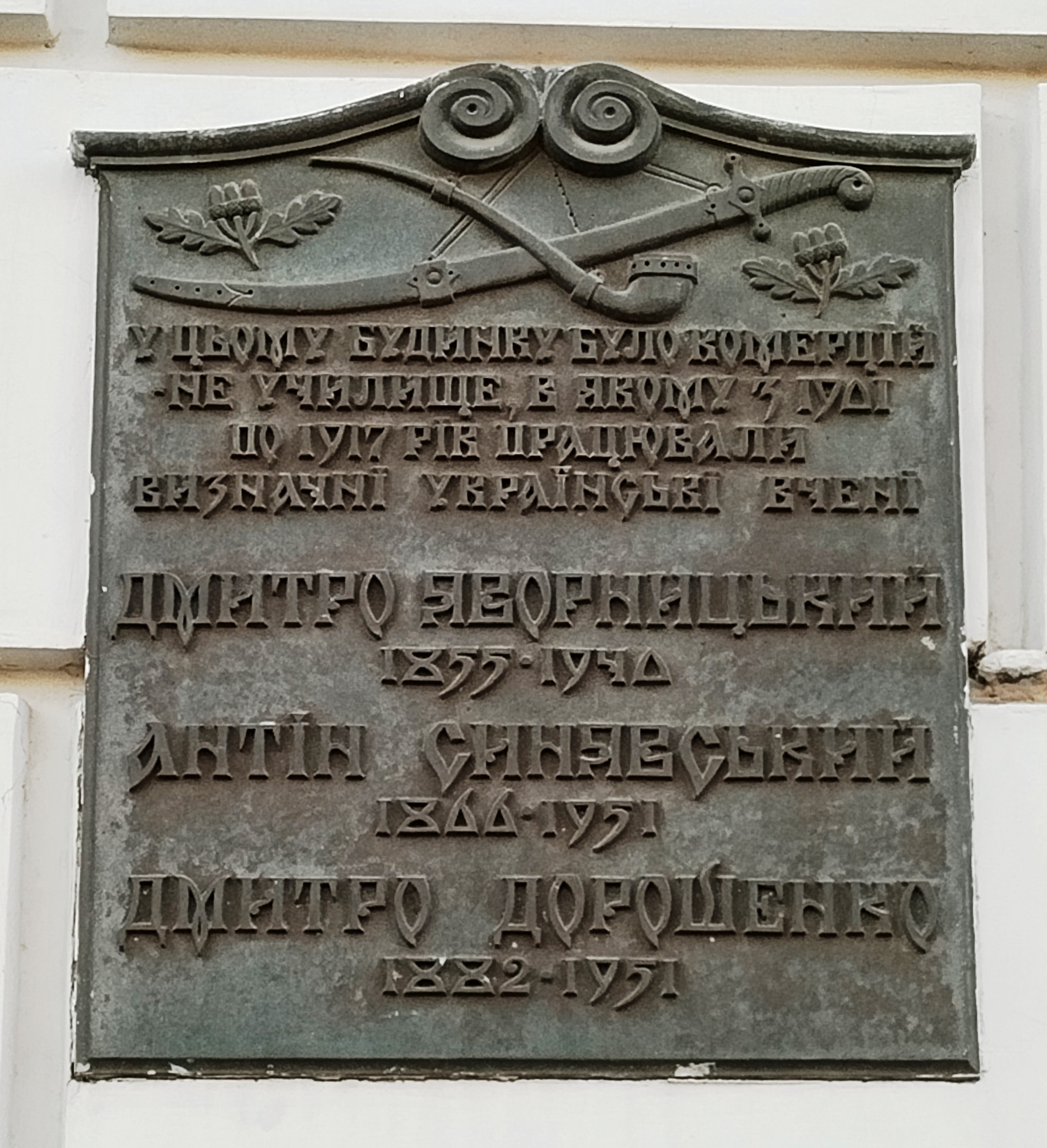
Пам'ятна дошка на будівлі Дніпропетровської обласної ради

| Перші секретарі обласного комітету КП(б)У:            |                                                                     |
| .02.1932–.10.1932                                     | Чернявський Володимир Ілліч                                         |
| .10.1932–.01.1933                                     | Строганов Василь Андрійович                                         |
| .01.1933–.03.1937                                     | Хатаєвич Мендель Маркович                                           |
| .03.1937–.11.1937                                     | Марголін Натан Веніамінович                                         |
| .11.1937–.02.1938                                     | Коротченко Дем'ян Сергійович                                        |
| .02.1938–.07.1941                                     | Задіонченко Семен Борисович                                         |
| 1943–.02.1944                                         | Дементьєв Георгій Гаврилович                                        |
| .02.1944–.11.1947                                     | Найдьонов Павло Андрійович                                          |
| .11.1947–.06.1950                                     | Брежнєв Леонід Ілліч                                                |
| .06.1950–.12.1955                                     | Кириленко Андрій Павлович                                           |
| Перші Секретарі обласного комітету КПУ:               |                                                                     |
| .12.1955–.12.1957                                     | Щербицький Володимир Васильович                                     |
| .12.1957–.05.1961                                     | Гайовий Антон Іванович                                              |
| .05.1961–.01.1963                                     | Толубєєв Микита Павлович                                            |
| .01.1963–.07.1963                                     | Толубєєв Микита Павлович (1-ий секретар промислового обкому)        |
| .01.1963–.12.1964                                     | Ватченко Олексій Федосійович (1-ий секретар сільського обкому)      |
| .07.1963–.12.1964                                     | Щербицький Володимир Васильович (1-ий секретар промислового обкому) |
| .12.1964–.10.1965                                     | Щербицький Володимир Васильович                                     |
| .10.1965–.06.1976                                     | Ватченко Олексій Федосійович                                        |
| .06.1976–.02.1983                                     | Качаловський Євген Вікторович                                       |
| .02.1983–.04.1987                                     | Бойко Віктор Григорович                                             |
| .04.1987–.12.1988                                     | Івашко Володимир Антонович                                          |
| .12.1988–.08.1990                                     | Задоя Микола Кузьмич                                                |
| .08.1990–.08.1991                                     | Омельченко Микола Григорович                                        |
| Голови Обласного виконавчого комітету, Обласної Ради: |                                                                     |
| 9.02.1932—11.10.1932                                  | Петровський Данило Іванович                                         |
| 11.10.1932—13.05.1933                                 | Алексєєв Микита Олексійович                                         |
| 13.05.1933—9.09.1936                                  | Гаврилов Іван Андрійович                                            |
| 9.09.1936—.07.1937                                    | Федяєв Іван Федорович                                               |
| .07.1937—.10.1937                                     | Нікітченко Микола Іванович (в.о.)                                   |
| .10.1937—.01.1938                                     | Дубинський Г. (в.о.)                                                |
| .01.1938—.03.1938                                     | Палій М. (в.о.)                                                     |
| 15.03.1938—.06.1940                                   | Караваєв Костянтин Семенович                                        |
| .06.1940—.08.1941                                     | Найдьонов Павло Андрійович                                          |
| .10.1943—.02.1944                                     | Найдьонов Павло Андрійович                                          |
| .02.1944—.03.1947                                     | Дементьєв Георгій Гаврилович                                        |
| .03.1947—1952                                         | Філіппов Іван Маркелович                                            |
| 1952—1954                                             | Гавриленко Микола Остапович                                         |
| 1954—.07.1961                                         | Юнак Іван Харитонович                                               |
| .07.1961—.01.1963                                     | Васильєв Микола Федорович                                           |
| .01.1963—.05.1964                                     | Васильєв Микола Федорович (сільського)                              |
| .01.1963—.12.1964                                     | Яцуба Іван Васильович (промислового)                                |
| .05.1964—.12.1964                                     | Пашов Михайло Васильович (сільського)                               |
| .12.1964—.02.1979                                     | Пашов Михайло Васильович                                            |
| .02.1979—.03.1983                                     | Бойко Віктор Григорович                                             |
| .03.1983—1989                                         | Бабич Юрій Петрович                                                 |
| .11.1989—.01.1991                                     | Стежко Станіслав Андрійович                                         |
| 5.04.1990—28.02.1992                                  | Задоя Микола Кузьмич                                                |
| .04.1992–.06.1994                                     | Богатир Віктор Васильович                                           |
| 26.06.1994—14.05.1998                                 | Лазаренко Павло Іванович                                            |
| .05.1998–.04.2002                                     | Дубінін Едуард Владиславович                                        |
| 16.05.2002—13.12.2004                                 | Булавка Галина Іллівна                                              |
| 13.12.2004—.04.2006                                   | Швець Микола Антонович                                              |
| 30.08.2006— .06.2010                                  | Вілкул Юрій Григорович (Партія регіонів)                            |
| 3.06.2010— .12.2015                                   | Удод Євген Григорович (Партія регіонів)                             |
| 16.12.2015— 8.11.2019                                 | Пригунов Гліб Олександрович (Блок Петра Порошенка)                  |
| 8.11.2019— 16.12.2020                                 | Олійник Святослав Васильович (Відродження)                          |
| 16.12.2020—                                           | Лукашук Микола Васильович (Слуга народу)                            |

## Попередні скликання

### VII скликання
Опозиційний блок (45)

     УКРОП (24)

     Солідарність (14)

     Відродження (10)

     ВО «Батьківщина» (9)

     Об'єднання «Самопоміч» (8)

     Радикальна партія Олега Ляшка (7)

     Позафракційні (3)